# Cyanolyca argentigula
Cyanolyca argentigula é uma espécie de ave da família Campephagidae.
Pode ser encontrada nos seguintes países: Costa Rica e Panamá.
Os seus habitats naturais são: regiões subtropicais ou tropicais úmidas de alta altitude.